# Rumbo a Tulsa
Rumbo a Tulsa (título original: Keys to Tulsa) es una película estadounidense de 1997 dirigida por Leslie Greif y protagonizada por Eric Stoltz, James Spader y Deborah Kara Unger. Está basada en una novela homónima de 1989 escrita por Brian Fair Berkey.

## Argumento
Richter Boudreau es un hombre que trabaja como crítico en un periódico local. Este trabajo lo realiza con desganay en un abril y cerrar de ojos. También es la oveja negra de una familia adinerada.
Un día Richter es despedido volviendo como un fracasado ante su pudiente familia. Cuando llega a casa, Richter intenta conseguir de cualquier manera que su madre le preste dinero. Sin llegar a conseguirlo se ve envuelto en una espiral de la que difícilmente conseguirá salir por sí mismo.
Un día Richter se ve envuelto en una red de chantajismo por parte de un conocido suyo. Viendo cómo se suceden los acontecimientos y las crueles intenciones del chantajista, él se ve obligado a dar su brazo a torcer en algunas decisiones las cuáles cambiarán su vida.

## Reparto
| Actor              | Personaje             |
| ------------------ | --------------------- |
| Eric Stoltz        | Richter Boudreau      |
| James Spader       | Ronnie Stover         |
| Deborah Kara Unger | Vicky Michaels Stover |
| Joanna Going       | Cherry                |
| Michael Rooker     | Keith Michaels        |
| Randy Graff        | Louise Brinkman       |
| Mary Tyler Moore   | Cynthia Boudreau      |
| James Coburn       | Harmon Shaw           |
| Peter Strauss      | Chip Carlson          |
| Cameron Diaz       | Trudy                 |

## Producción
La película fue filmada en su mayor parte en Texas, pero también se rodó en Oklahoma. Una vez terminado, el filme se estrenó el 11 de abril de 1997.

## Recepción
Hoy en día la película ha sido valorada en portales cinematográficos y pro críticos profesionales. En IMDb, por ejemplo, con aproximadamente 1900 votos registrados, el largometraje obtiene una media ponderada de 5,2 sobre 10. En cuanto a Rotten Tomatoes, los más de 500 votos registrados allí le dieron una valoración media de 3,1 de 5, mientras que 1 de los 10 críticos profesionales registrados allí le dan una valoración positiva. También hay que mencionar, que en el periódico La Vanguardia el 45 % de los usuarios registrados le dan una valoración positiva a la película.